# Demar Phillips
Demar Phillips (Kingston , Jamaica; 23 de septiembre de 1983) es un futbolista jamaiquino. Juega como mediocampista.

## Selección
Ha sido internacional con la selección de Jamaica en 71 ocasiones, 67 oficiales, y ha anotando 12 goles.

## Clubes
| Club                   | País           | Año         |
| ---------------------- | -------------- | ----------- |
| Waterhouse FC          | Jamaica        | 2003 - 2007 |
| Stoke City             | Inglaterra     | 2007 - 2009 |
| Aalesunds FK           | Noruega        | 2009 - 2014 |
| Real Salt Lake         | Estados Unidos | 2015 - 2018 |
| Real Monarchs (Cesión) | Estados Unidos | 2017        |
| Austin Bold            | Estados Unidos | 2019        |